# Berchères-Saint-Germain
Berchères-Saint-Germain é uma comuna francesa na região administrativa do Centro, no departamento Eure-et-Loir. Estende-se por uma área de 28,29 km². Em 2010 a comuna tinha 867 habitantes (densidade: 30,6 hab./km²).